# Partido Cívico Unido de Bielorrusia
El Partido Cívico Unido de Bielorrusia (en ruso: Объединенная гражданская партия, en bielorruso: Аб'яднаная грамадзянская партыя Беларусі) es un partido liberal-conservador en Bielorrusia. El partido se opone al gobierno de Aleksandr Lukashenko, y se encuentra ilegalizado desde 2023. Generalmente participaba en las elecciones del país, pero no tuvo un solo representante en el parlamento hasta que un miembro fue elegido durante las elecciones de 2016. Afirma que su falta de escaños se debe a la injusticia del proceso electoral, un reclamo al que los observadores electorales internacionales han otorgado credibilidad limitada.

## Historia
El partido se estableció en 1995 como resultado de la fusión de dos formaciones afines: el Partido Democrático Unido (formado en 1990) y el Partido Civil (formado en 1994). El presidente del partido es Anatoli Lebedko y sus vicepresidentes son Aleksandr Dabravolski y Yaroslav Romanchuk. Lebedko representa al partido de manera más visible tanto en el ámbito nacional como internacional, y ha participado en numerosos altercados con las autoridades bielorrusas.
En las elecciones legislativas del 13 al 17 de octubre de 2004, el partido formó parte de la Coalición Popular 5 Plus, que no consiguió ningún escaño. Según la Misión de Observación Electoral de la OSCE, estas elecciones carecieron de garantías democráticas. El Partido Cívico Unido continuó ausente en el Parlamento hasta su entrada con un escaño en las elecciones parlamentarias de 2016. Dicho escaño fue perdido tras las elecciones parlamentarias de 2019.
El 15 de agosto de 2023, el Partido Cívico Unido fue prohibido por la Corte Suprema de Bielorrusia.
La formación es un miembro observador del Partido Popular Europeo (PPE) y tiene una Organización de Mujeres y una Organización de Jóvenes en su estructura.